# Ron Davis (cestista 1959)
Ronald Davis, detto Ron (New Orleans, 25 dicembre 1959), è un ex cestista statunitense naturalizzato francese, professionista in Europa.

## Carriera
È stato selezionato dai Washington Bullets al quarto giro del Draft NBA 1981 (79ª scelta assoluta), ma non ha mai giocato nella NBA.